# Luppeaue
Das Naturschutzgebiet Luppeaue liegt im Landkreis Nordsachsen und auf dem Gebiet der Stadt Leipzig in Sachsen.
Das etwa 598 ha große Gebiet mit der NSG-Nr. L 45 wurde im Jahr 1993 unter Naturschutz gestellt. Es liegt südlich der Kernstadt Schkeuditz und westlich von Lützschena, einem Ortsteil der Stadt Leipzig, weitgehend entlang der Neuen Luppe, einem künstlichen Nebenarm der Weißen Elster, und weitgehend südlich entlang der Weißen Elster. Westlich verläuft die A 9 und nördlich die B 6. Westlich verläuft die Landesgrenze zu Sachsen-Anhalt, östlich erstreckt sich das 240,6 ha große Naturschutzgebiet Burgaue.